# Leichtathletik-Europameisterschaften 2022/Hochsprung der Männer

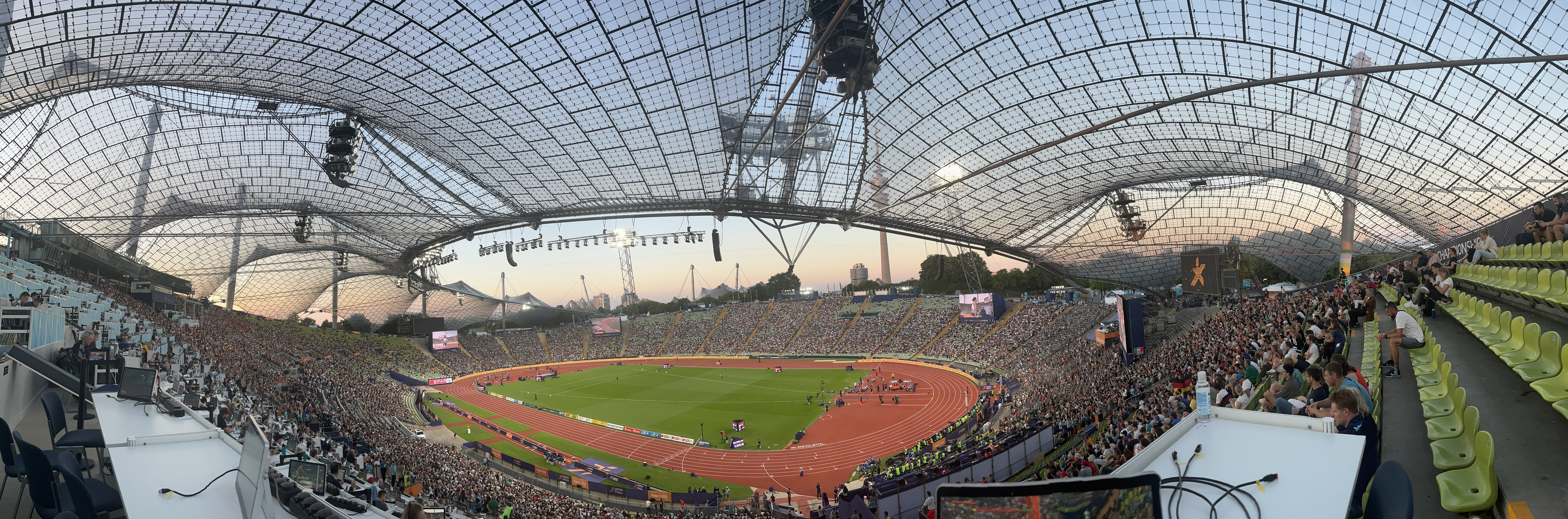
Das Olympiastadion in München während der Europameisterschaften 2022

Der Hochsprung der Männer bei den Leichtathletik-Europameisterschaften 2022 wurde am 16. und 18. August 2022 im Olympiastadion der deutschen Stadt München ausgetragen.
Es siegte der italienische Europameister von 2016 und aktuelle Olympiasieger Gianmarco Tamberi. Silber ging an den Deutschen Tobias Potye. Wie bei den Weltmeisterschaften im Monat zuvor gewann der ukrainische Vizeeuropameister von 2014 Andrij Prozenko Bronze.

## Rekorde
| Weltrekord           | 2,45 m | Javier Sotomayor  | Salamanca, Spanien    | 27. Juli 1993  |
| Europarekord         | 2,42 m | Patrik Sjöberg    | Stockholm, Schweden   | 30. Juni 1987  |
| Europarekord         | 2,42 m | Bohdan Bondarenko | New York City, USA    | 14. Juni 2014  |
| Meisterschaftsrekord | 2,36 m | Andrei Silnow     | EM Göteborg, Schweden | 9. August 2006 |

Der bestehende EM-Rekord wurde hier in München bei widrigen Bedingungen mit Nässe, Regen und kühlen Temperaturen nicht erreicht. Am höchsten sprang der italienische Europameister Gianmarco Tamberi mit 2,30 m im Finale, womit er sechs Zentimeter unter dem Rekord blieb. Zum Europarekord fehlten ihm zwölf, zum Weltrekord fünfzehn Zentimeter.

## Legende
Kurze Übersicht zur Bedeutung der Symbolik – so üblicherweise auch in sonstigen Veröffentlichungen verwendet:
| NM  | keine Höhe (no mark)  |
| ogV | ohne gültigen Versuch |
| –   | verzichtet            |
| o   | übersprungen          |
| x   | ungültig              |

## Qualifikation
16. August 2022, 18:35 Uhr MESZ
24 Teilnehmer traten in zwei Gruppen zur Qualifikationsrunde an. Die Qualifikationshöhe für den direkten Finaleinzug betrug 2,28 m. Doch als nach Abschluss der Serien über 2,21 m nur noch dreizehn Springer im Wettbewerb waren, wurde die Qualifikation abgebrochen, denn für die vorgesehene Mindestzahl von zwölf Finalteilnehmern hätte nur noch ein einziger Wettbewerber eliminiert werden müssen. So bestritten alle dreizehn Wettbewerber, die 2,21 m übersprungen hatten (hellgrün unterlegt), das für den übernächsten Tag angesetzte Finale.

### Gruppe A

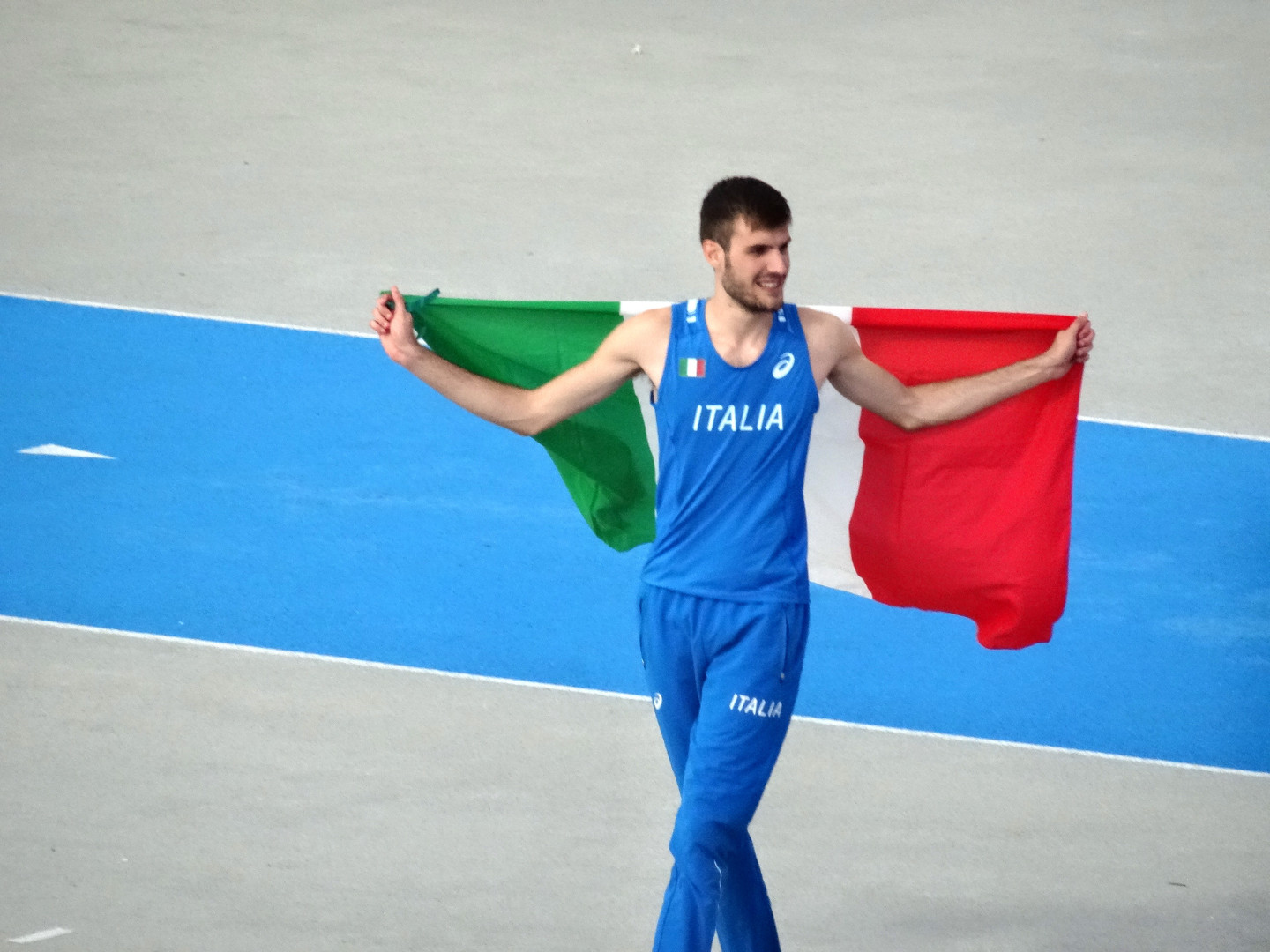
Christian Falocchi – ausgeschieden mit 2,12 m

| Platz | Name               | Nation         | Resultat (m) | 2,12 m | 2,17 m | 2,21 m |
| 1     | Tobias Potye       | Deutschland    | 2,21         | o      | o      | o      |
| 2     | Douwe Amels        | Niederlande    | 2,21         | o      | xo     | o      |
| 3     | Mateusz Przybylko  | Deutschland    | 2,21         | o      | xxo    | o      |
| 4     | Andrij Prozenko    | Ukraine        | 2,21         | o      | o      | xo     |
| 5     | Oleh Doroschtschuk | Ukraine        | 2,21         | o      | o      | xxo    |
| 5     | Sébastien Micheau  | Frankreich     | 2,21         | o      | o      | xxo    |
| 7     | Juozas Baikštys    | Litauen        | 2,17         | o      | o      | xxx    |
| 8     | David Smith        | Großbritannien | 2,17         | xxo    | xo     | xxx    |
| 9     | Péter Bakosi       | Ungarn         | 2,12         | o      | xxx    |        |
| 9     | Gerson Baldé       | Portugal       | 2,12         | o      | xxx    |        |
| 11    | Josef Adámek       | Tschechien     | 2,12         | xo     | xxx    |        |
| 11    | Christian Falocchi | Italien        | 2,12         | xo     | xxx    |        |

### Gruppe B

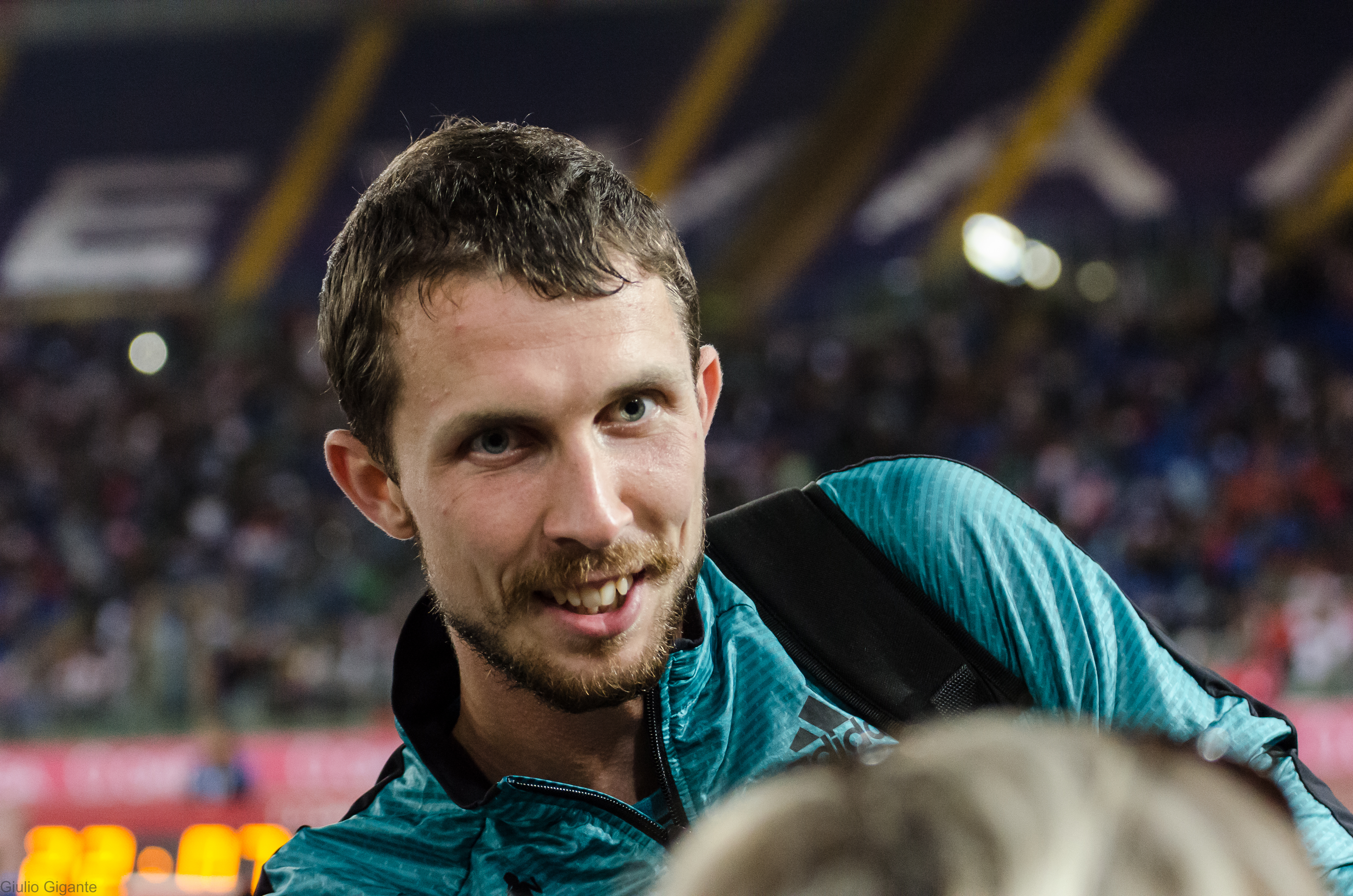
Bohdan Bondarenko – ausgeschieden mit 2,17 m
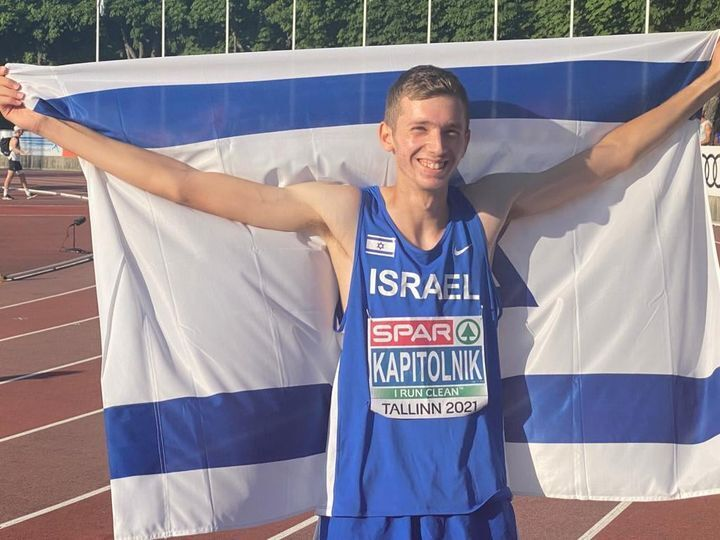
Yonathan Kapitolnik – ausgeschieden mit 2,17 m

| Platz | Name                | Nation         | Resultat (m) | 2,12 m | 2,17 m | 2,21 m |
| 1     | Thomas Carmoy       | Belgien        | 2,21         | o      | o      | o      |
| 1     | Marco Fassinotti    | Italien        | 2,21         | o      | o      | o      |
| 1     | Tichomir Iwanow     | Bulgarien      | 2,21         | o      | o      | o      |
| 4     | Jonas Wagner        | Deutschland    | 2,21         | o      | xo     | o      |
| 5     | Gianmarco Tamberi   | Italien        | 2,21         | –      | o      | xo     |
| 6     | Jan Štefela         | Tschechien     | 2,21         | o      | o      | xxo    |
| 7     | Joel Clarke-Khan    | Großbritannien | 2,21         | o      | xo     | xxo    |
| 8     | Bohdan Bondarenko   | Ukraine        | 2,17         | o      | o      | xxx    |
| 8     | Yonathan Kapitolnik | Israel         | 2,17         | o      | o      | xxx    |
| 8     | Andonis Merlos      | Griechenland   | 2,17         | o      | o      | xxx    |
| 11    | Enes Talha Şenses   | Türkei         | 2,12         | xxo    | xxx    |        |
| NM    | Nathan Ismar        | Frankreich     | ogV          | xxx    |        |        |

## Finale
18. August 2022, 20:50 Uhr MESZ
| Platz | Name               | Nation         | Resultat (m) | 2,18 m | 2,23 m | 2,27 m | 2,30 m | 2,32 m | 2,33 m |
| 1     | Gianmarco Tamberi  | Italien        | 2,30         | o      | o      | o      | xo     | x–     | xx     |
| 2     | Tobias Potye       | Deutschland    | 2,27         | o      | o      | o      | xxx    |        |        |
| 3     | Andrij Prozenko    | Ukraine        | 2,27         | o      | xxo    | o      | xx–    | x      |        |
| 4     | Oleh Doroschtschuk | Ukraine        | 2,23         | o      | o      | xx–    | x      |        |        |
| 5     | Thomas Carmoy      | Belgien        | 2,23         | o      | xo     | xxx    |        |        |        |
| 6     | Mateusz Przybylko  | Deutschland    | 2,23         | o      | xxo    | xxx    |        |        |        |
| 7     | Jan Štefela        | Tschechien     | 2,18         | o      | xxx    |        |        |        |        |
| 8     | Tichomir Iwanow    | Bulgarien      | 2,18         | xxo    | xxx    |        |        |        |        |
| NM    | Douwe Amels        | Niederlande    | ogV          | xxx    |        |        |        |        |        |
| NM    | Joel Clarke-Khan   | Großbritannien | ogV          | xxx    |        |        |        |        |        |
| NM    | Marco Fassinotti   | Italien        | ogV          | xxx    |        |        |        |        |        |
| NM    | Sébastien Micheau  | Frankreich     | ogV          | xxx    |        |        |        |        |        |
| NM    | Jonas Wagner       | Deutschland    | ogV          | xxx    |        |        |        |        |        |

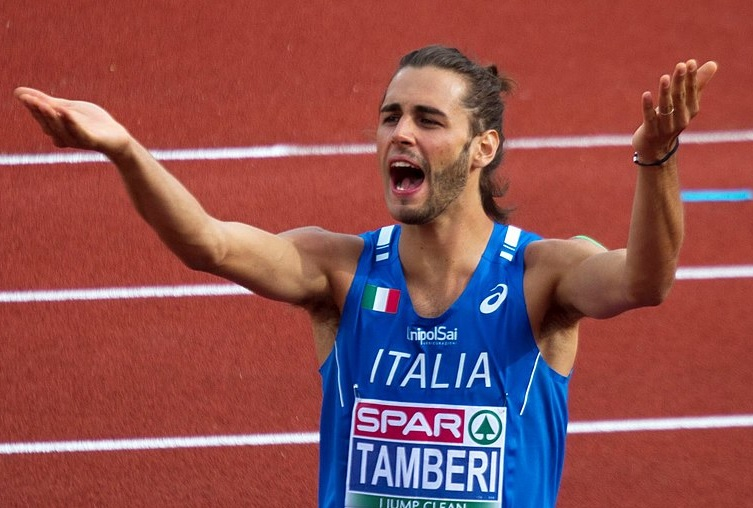
Zweiter EM-Titel für Gianmarco Tamberi

Dieser Hochsprungwettbewerb stand witterungsbedingt unter keinem guten Stern. Es hatte geregnet, der Anlauf war rutschig, die Landematte nass. So gab es hier keine ganz großen Höhen.
Sechs Athleten waren noch dabei, als die Latte auf 2,27 m gelegt wurde. Der Belgier Thomas Carmoy (Platz fünf) und der deutsche Titelverteidiger Mateusz Przybylko (Platz sechs) schieden hier mit drei Fehlversuchen aus. Der Ukrainer Oleh Doroschtschuk sparte sich nach zwei erfolglosen Sprüngen seinen dritten Versuch für die nächste Höhe auf. Im jeweils ersten Anlauf waren der aktuelle Olympiasieger Gianmarco Tamberi aus Italien, der Deutsche Tobias Potye und der Ukrainer Andrij Prozenko über 2,27 m erfolgreich. Tamberi und Potye waren bis dahin ohne jeden Fehlversuch geblieben, während Prozenko zwei Fehlsprünge auf seinem Konto hatte.
Die jetzt folgende Höhe betrug 2,30 m. Doroschtschuk schied mit einem gerissenen Sprung als erster der vier verbliebenen Wettbewerber aus. Auf Rang vier blieb er ohne Medaille. Tamberi meisterte 2,30 m im zweiten Anlauf. Prozenko nahm seinen dritten verbleibenden Versuch nach zwei Fehlsprüngen mit in die nächste Höhe, während Potye dreimal vergeblich anlief, aber dennoch Silber oder Bronze sicher hatte.
Prozenko war bei 2,32 m der einzige Springer, der es in der Hand hatte, im Endresultat noch etwas zu verändern. Doch er hatte nur noch einen Versuch übrig, den er nicht erfolgreich gestalten konnte. So war die Entscheidung über die Medaillen und Platzierungen gefallen. Tamberi versuchte sich nach einem Fehlsprung über 2,32 m noch zweimal vergeblich an 2,33 m, womit der Wettkampf beendet war.
Gianmarco Tamberi errang nach 2016 seinen zweiten Titel als Europameister. Tobias Potye gewann mit Silber seine erste Medaille bei einer großen internationalen Meisterschaft. Dem Vizeeuropameister von 2014 Andrij Prozenko, der bis zuletzt alles versucht hatte, blieb wie bei den Weltmeisterschaften im Monat zuvor die Bronzemedaille.

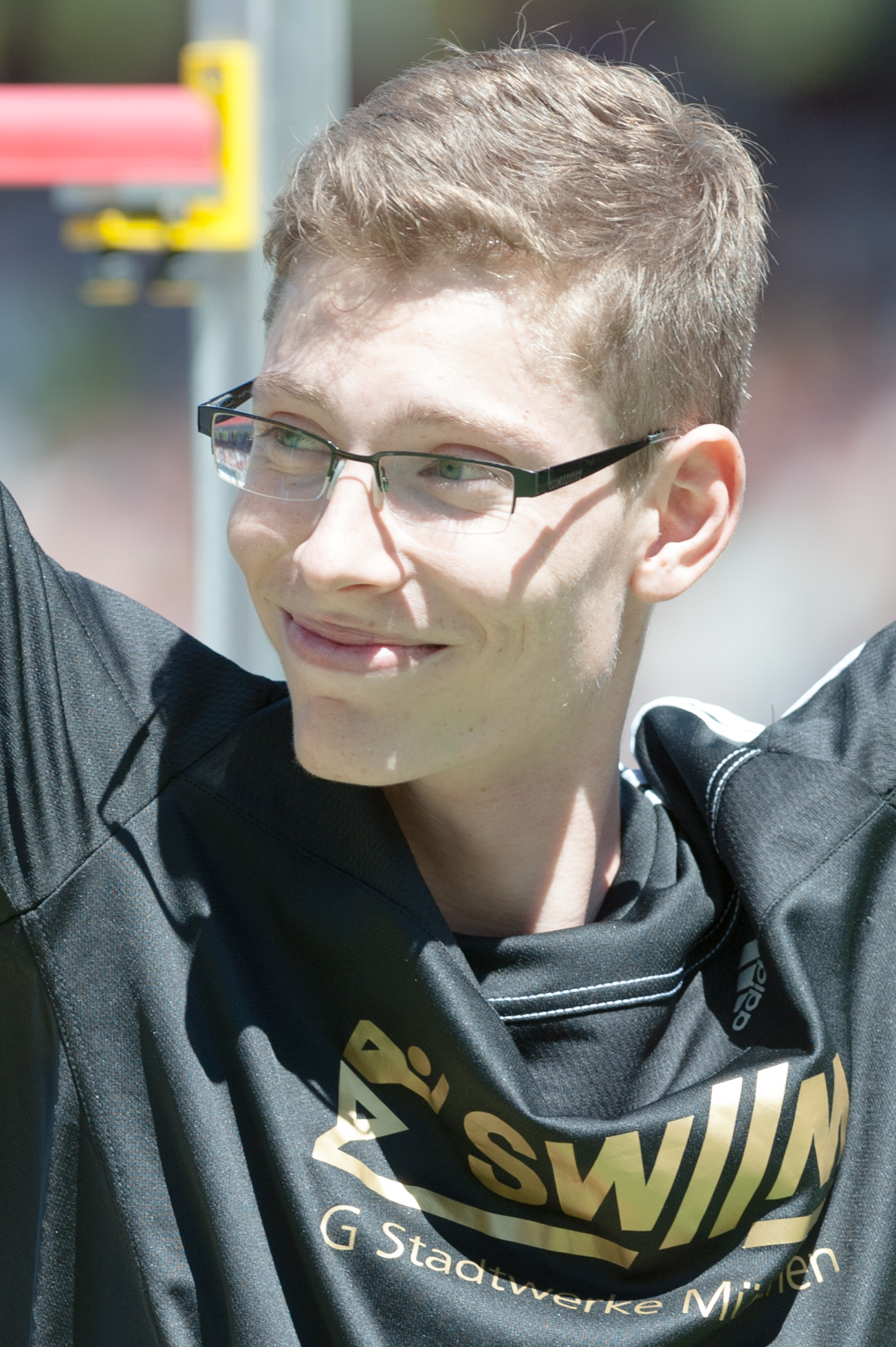
Vizeeuropameister Tobias Potye
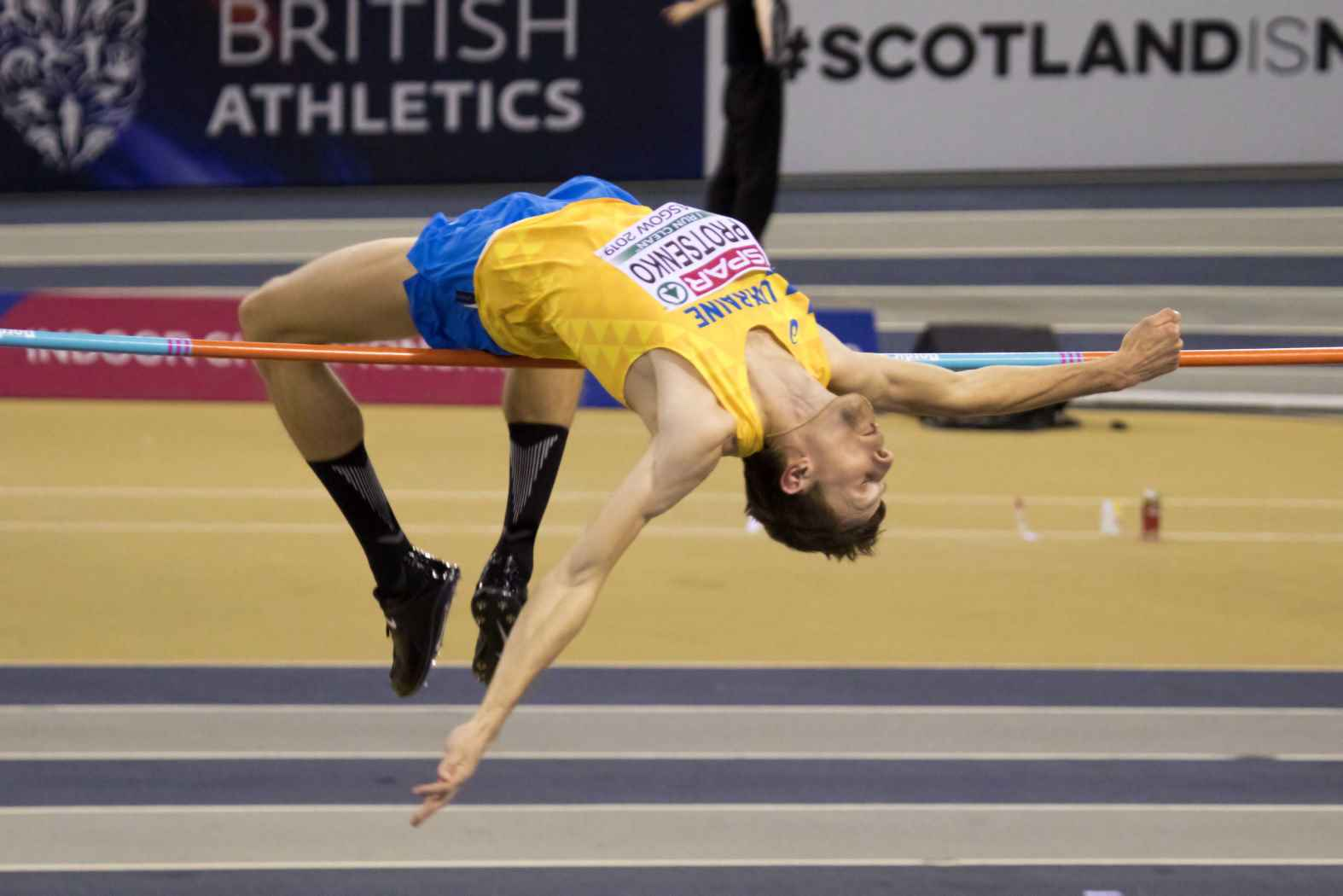
Bronzemedaillengewinner Andrij Prozenko

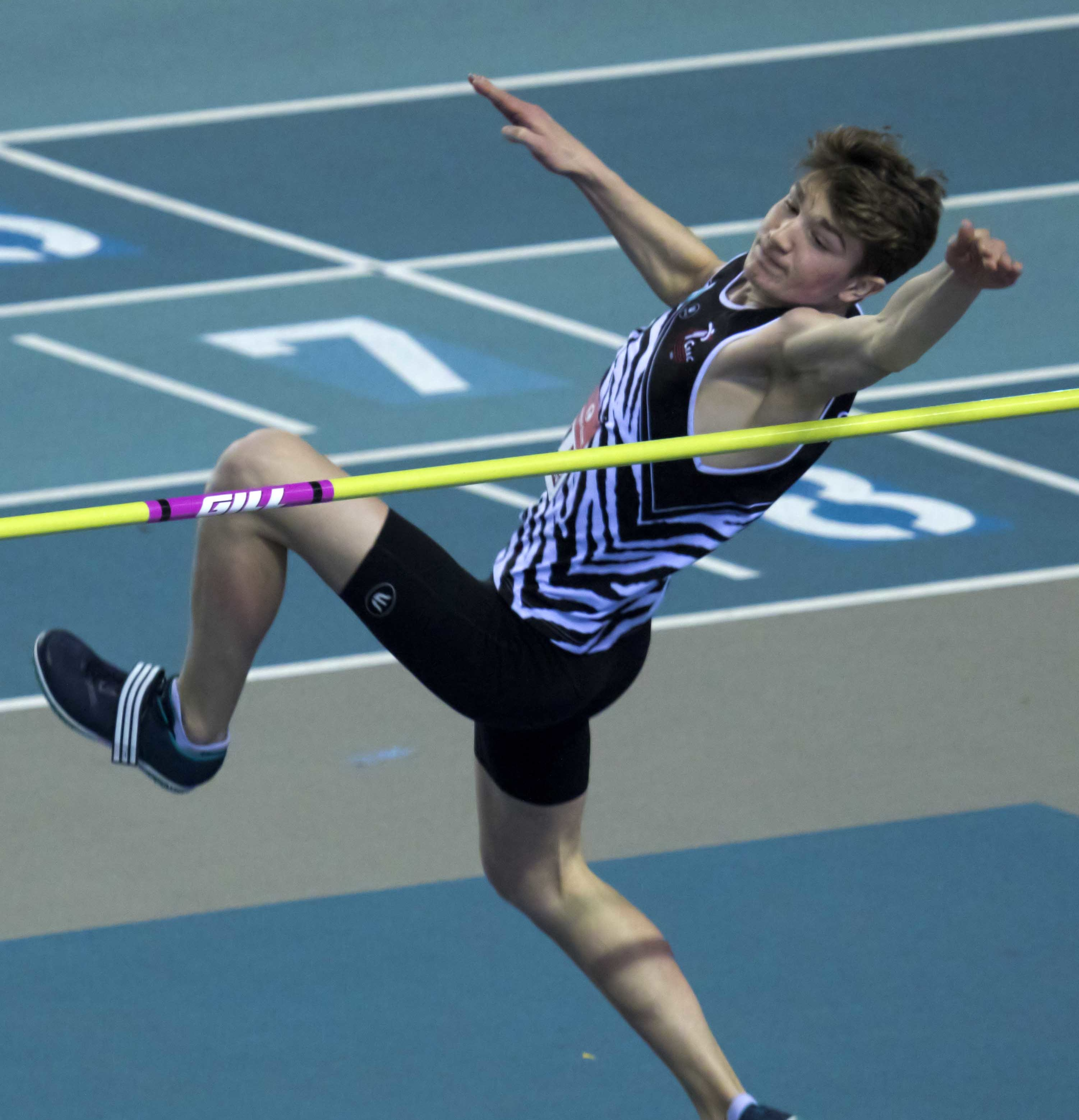
Thomas Carmoy kam auf den fünften Platz
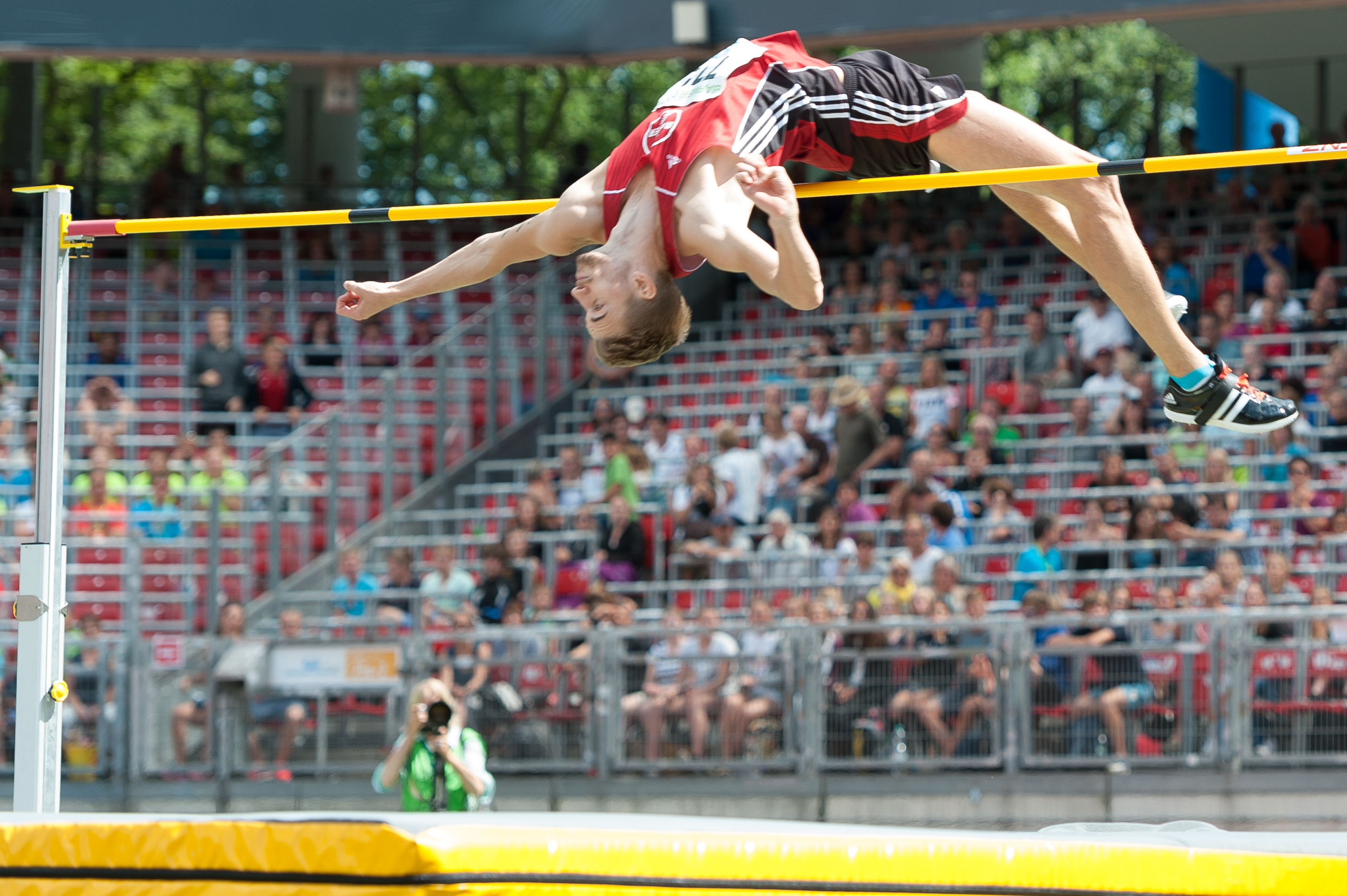
Rang sechs für Mateusz Przybylko
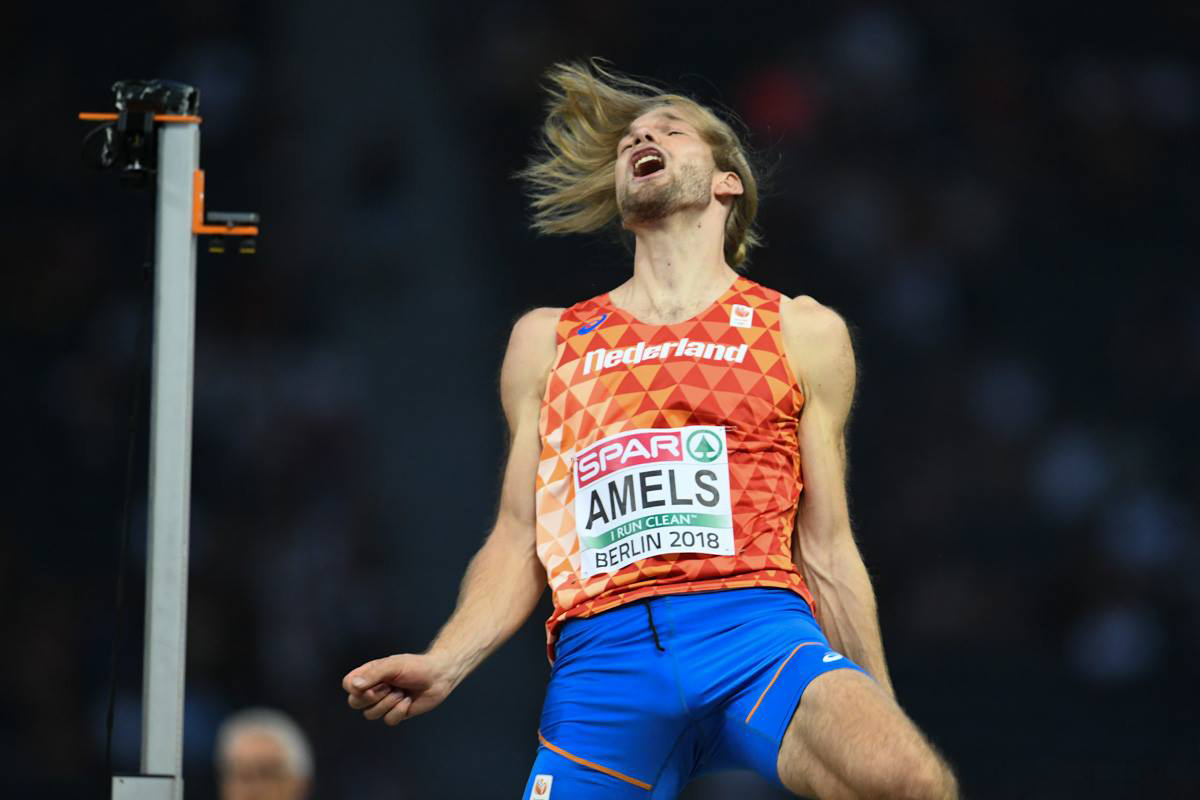
Douwe Amels blieb ohne gültigen Versuch
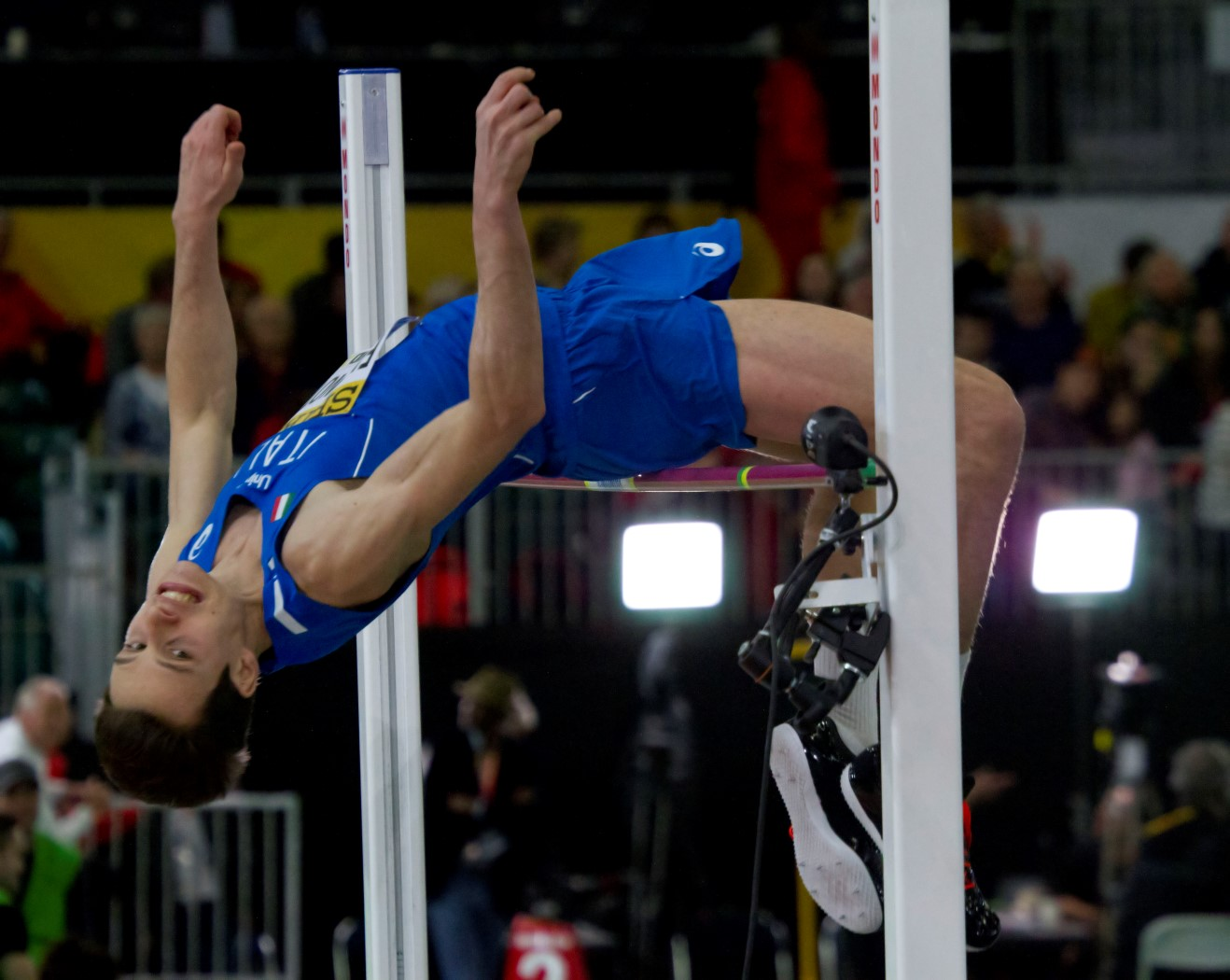
Marco Fassinotti – kein gültiger Sprung

## Videolink
- Tamberi wins High Jump GOLD - European Athletics Championships - Munich 2022, youtube.com, abgerufen am 6. April 2023